# (1613) Smiley
(1613) Smiley es un asteroide que forma parte del cinturón de asteroides y fue descubierto el 16 de septiembre de 1950 por Sylvain Julien Victor Arend desde el Real Observatorio de Bélgica, Uccle.

## Designación y nombre
Smiley recibió al principio la designación de 1950 SD.
Más tarde se nombró en honor del astrónomo estadounidense Charles Hugh Smiley (1903-1977).

## Características orbitales
Smiley está situado a una distancia media del Sol de 2,735 ua, pudiendo acercarse hasta 2,019 ua. Su inclinación orbital es 7,988° y la excentricidad 0,2616. Emplea 1652 días en completar una órbita alrededor del Sol.